# Prostitución en Ecuador
La prostitución en Ecuador no es un delito. Aunque no se encuentra reconocida como una actividad laboral oficial, existen distintas leyes y ordenanzas municipales que regulan aspectos del trabajo sexual como la salubridad y el funcionamiento de los centros de tolerancia en donde se ejerce. En general, el marco legal ecuatoriano aborda la prostitución desde el enfoque de la salud pública y no del laboral, por lo que existen vacíos legales en cuanto a la seguridad de las personas que lo ejercen, protecciones para exigir una remuneración justa y garantías contra la discriminación.
Para el año 2020, se calculaba que alrededor de 67 000 mujeres se dedicaban a la prostitución en Ecuador.

## Prostitución masculina
La prostitución masculina es un tema mucho menos tratado en Ecuador en comparación con la femenina. Además de la búsqueda directa de clientes durante la noche en parques o avenidas, los hombres que ofrecen servicios sexuales en el país suelen promocionarse en páginas web o redes sociales. A principios del siglo XXI, solían además colocar anuncios en la sección de clasificados de distintos periódicos.
La mayoría de clientes de los hombres dedicados a la prostitución en Ecuador son otros hombres, aunque también existen clientas femeninas. Los trabajadores sexuales que solo tienen relaciones con mujeres se identifican con el término «gigoló», mientras que los hombres que ofrecen servicios sexuales a otros hombres, ya sea por dinero o por otro tipo de favores, y que toman el rol activo en la relación reciben el nombre de «cacheros».
En Quito, entre los sitios más comunes en que se ubican hombres que ejercen la prostitución a la espera de clientes se encuentra la Plaza Foch, el Puente de El Guambra, la Plaza de la Independencia y el Parque El Ejido. En Guayaquil, se suelen ubicar en las inmediaciones del Parque Centenario, la Avenida 9 de Octubre y la Calle Lorenzo de Garaycoa.